# Terschellingia
Terschellingia is een geslacht van rondwormen uit de familie van de Linhomoeidae.
De wetenschappelijke naam van het geslacht is voor het eerst geldig gepubliceerd in 1888 door Johannes Govertus de Man. Hij publiceerde de naam samen met de beschrijving van de soort Terschellingia communis. Hij had deze kleine (minder dan 2 mm lange) soort ontdekt aan de kust van Terschelling, en daarom noemde hij het nieuwe geslacht Terschellingia.
Het is een kosmopolitisch geslacht en vaak is het ecologisch dominant, dat wil zeggen numeriek in de meerderheid in modderige sublittorale gebieden.

## Soorten
De determinatie van de verschillende soorten in dit geslacht is vaak moeilijk. Volgens het World Register of Marine Species omvat het geslacht volgende soorten:
- Terschellingia austenae Guo & Zhang, 2000
- Terschellingia baylisi Allgén, 1959
- Terschellingia brevicauda Ott, 1972
- Terschellingia capitata Vitiello, 1969
- Terschellingia claviger Wieser, 1956
- Terschellingia communis de Man, 1888
- Terschellingia distalamphida Juario, 1974
- Terschellingia elegans Gagarin & Thanh, 2003
- Terschellingia exilis Cobb, 1898
- Terschellingia falklandiae Allgén, 1959
- Terschellingia gerlachi
- Terschellingia glabricutis Platonova, 1971
- Terschellingia gourbaultae Austen, 1989
- Terschellingia lepta Gagarin & Thanh, 2010
- Terschellingia lissa Timm, 1962
- Terschellingia longicaudata de Man, 1907
- Terschellingia longispiculata Wieser & Hopper, 1967
- Terschellingia longissimicaudata Timm, 1962
- Terschellingia magna Timm, 1962
- Terschellingia major Huang & Zhang, 2005
- Terschellingia media Gagarin & Thanh, 2009
- Terschellingia minima Platonova, 1971
- Terschellingia monohystera Wieser & Hopper, 1967
- Terschellingia mora Gerlach, 1956
- Terschellingia obesa Gagarin & Thanh, 2008
- Terschellingia oxycephala Gagarin & Thanh, 2010
- Terschellingia papillata Gerlach, 1955
- Terschellingia parva Vitiello, 1969
- Terschellingia paxi Schneider, 1939
- Terschellingia pontica Filipjev, 1918
- Terschellingia rivalis Gagarin & Thanh, 2009
- Terschellingia similis Allgén, 1933
- Terschellingia supplementa Tchesunov, 1978
- Terschellingia vestigia Gerlach, 1963
- Terschellingia viridis Timm, 1961

In een studie van de morfologische en morfometrische kenmerken van de verschillende soorten uit 2008 kwamen Armenteros, Ruiz-Abierno, Vincx en Decraemer echter tot het besluit dat van de toen 38 beschreven soorten er slechts vijftien als geldig konden beschouwd worden, namelijk:
- Terschellingia austenae Guo & Zhang, 2000
- Terschellingia brevicauda Ott, 1972
- Terschellingia capitata Vitiello, 1969
- Terschellingia claviger Wieser, 1956
- Terschellingia communis de Man, 1888
- Terschellingia distalamphida Juario, 1974
- Terschellingia elegans Gagarin & Vu-Thanh, 2003
- Terschellingia gourbaultae Austen, 1989
- Terschellingia lissa Timm, 1962
- Terschellingia longicaudata de Man, 1906
- Terschellingia longisoma Gagarin & Vu-Thanh, 2006
- Terschellingia major Huang & Zhang, 2005
- Terschellingia papillata Gerlach, 1955
- Terschellingia sulfidrica Pastor de Ward, 1989
- Terschellingia vestigia Gerlach, 1963

Soortnamen als Terschellingia falklandiae of Terschellingia exilis beschouwden zij als Species Inquirenda (sp. inq.), omdat de beschikbare beschrijving onvoldoende was om ondubbelzinnige determinatie mogelijk te maken.